# Coptochirus vulgatus
Coptochirus vulgatus är en skalbaggsart som beskrevs av Edgar von Harold 1868. Coptochirus vulgatus ingår i släktet Coptochirus och familjen Aphodiidae. Inga underarter finns listade i Catalogue of Life.